# Réseau autoroutier québécois

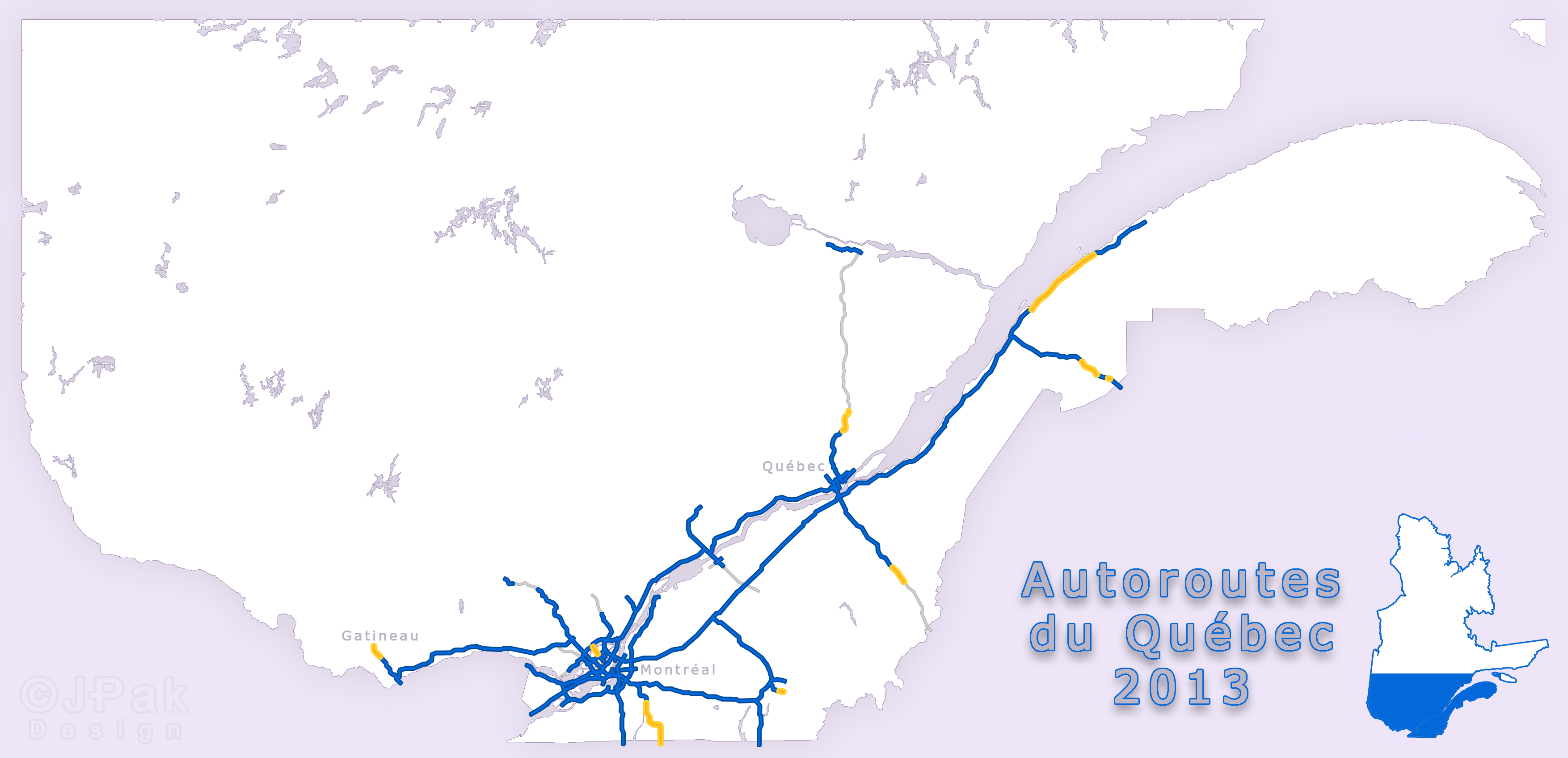
Carte du réseau autoroutier québécois 2013 Bleu: Autoroutes, Orange: En développement, Gris: Extensions potentielles.

Le réseau autoroutier québécois est un réseau d'autoroutes et de voies rapides dans la province de Québec, au Canada. Composé de 31 itinéraires différents, dont la numérotation est tributaire de leur fonction, le réseau est concentré dans la région métropolitaine de Montréal, traversée par 18 de ces voies.
La limite de vitesse y est fixée à 100 km/h à l'exception des zones urbaines à fort débit de circulation où la limite diminue à des vitesses se situant entre 70 km/h et 90 km/h. La patrouille est assurée par la Sûreté du Québec

## Définition
L’Office québécois de la langue française en 1998 donne deux définitions de l'autoroute :
- « Voie de communication à chaussées séparées, exclusivement réservées à la circulation rapide, ne comportant aucun croisement à niveau et accessible seulement en des points aménagés à cet effet »[1];
- « Route réservée exclusivement à la circulation mécanique rapide, accessible seulement en des points spécialement aménagés et ne comportant aucun carrefour à niveau »[2].

Les normes canadiennes prévoient que l’autoroute en milieu rural est destinée à supporter un fort trafic de transit sur de grandes distances afin d’accroître la sécurité et de minimiser les possibilités de collisions frontales. De ce fait, l’autoroute requiert un minimum de quatre voies, d’une largeur de 3,7 m chacune réparties sur deux chaussées séparées. L’accotement a une largeur minimale de 3 m du côté extérieur et de 1,3 m du côté intérieur. Le terre-plein central a généralement une largeur d’au moins 26 m. En milieu urbain, le terre plain central peut être réduit.
Le Québec et le Canada n'ayant pas signé la convention de Vienne, la définition d'une autoroute au Québec et au Canada peut être différente de la définition suivie par les pays adhérant à la convention de Vienne comme les pays européens. En particulier, au Québec :
- la présence de chaussées distinctes séparées pour les deux sens de la circulation par une bande de terrain non destinée à la circulation ne semble pas systématique ;
- l'absence des piétons n’est pas garantie systématiquement ;
- les autoroutes du Québec suivent une signalisation différente de la signalisation prévue par la convention[réf. souhaitée].

Toutefois, le remorquage et le dépannage sont réglementés sur certains tronçons autoroutiers. Par exemple, la majorité du réseau autoroutier de la région de Montréal fait partie des tronçons où une compagnie de remorquage détient l'exclusivité des remorquages qui y sont effectués. Les usagers en panne peuvent composer par téléphone le *4141 ou le 310-4141 pour rejoindre la Sûreté du Québec ou encore le 511 pour rejoindre le Ministère des Transports.

## Numérotation fonctionnelle
La numérotation attribuée aux itinéraires autoroutiers québécois est différenciée selon la fonction de la voie et l'orientation du tracé. Ainsi, les autoroutes dont le numéro se termine par un chiffre pair sont généralement parallèle au fleuve Saint-Laurent, et conventionnellement désignées comme étant d'orientation Ouest-Est. De même, les autoroutes dont le numéro se termine par un chiffre impair sont généralement perpendiculaires au fleuve Saint-Laurent, et conventionnellement désignées comme étant d'orientation Sud-Nord.
Les numéros à un ou deux chiffres sont attribués aux voies qui constituent le réseau interurbain. Les numéros à trois chiffres dont la centaine est paire sont attribués aux voies de déviation, c'est-à-dire à celles dont le tracé est généralement parallèle à celui de l'autoroute-mère. Les numéros à trois chiffres dont la centaine est impaire sont attribués aux voies collectrices, c'est-à-dire à celles dont le tracé est généralement perpendiculaire à celui de l'autoroute-mère.

## Signalisation
Les autoroutes sont identifiées par des écus flamands d'azur, au chef de gueules et orné d'argent. Les points 1-3 montrent un croisement étagé. Les points 4-6 montrent le numéro de l'autoroute. Une fleur de lys, symbole du Québec, orne l'écu au point 8.

Écu des autoroutes à un chiffre.
Écu des autoroutes à deux chiffres.
Écu des autoroutes à trois chiffres.

Les panneaux de signalisation affichant les différentes sorties sont de couleur verte, les informations sont écrites en blanc. Le numéro de sortie apparaît dans la partie inférieure à l'intérieur d'un quadrilatère jaune. Celui-ci pointe vers la droite lorsque la sortie se situe à droite, c'est-à-dire la majorité du temps. Il pointe à gauche, lorsque la sortie est à gauche. Anciennement, les autoroutes à péage possédaient des panneaux bleus pour les différencier des autres autoroutes. Ils ont depuis été remplacées par les panneaux vert standard. Les panneaux de signalisation pour les aires de services sont bruns alors que ceux indiquant les lieux touristiques sont bleus.

Sortie d'autoroute.
Aire de service et parcs nationaux.
Attraits touristiques.

En ce qui a trait au marquage routier sur la chaussée, celui-ci est standardisé pour l'ensemble des routes québécoises. Sur les autoroutes à chaussées séparées, une ligne blanche continue sert à délimiter la rive droite de la chaussée alors qu'une ligne jaune continue sert à délimiter la rive gauche. Les voies d'une même direction sont délimitées par des lignes blanches discontinues. Sur les autoroutes à voies de circulation à sens contraire adjacentes, un marquage jaune agit comme ligne médiane et sépare les voies de circulation. Il est habituellement constitué d'une double ligne jaune continue ou encore d'une double ligne jaune discontinue d'un seul côté pour permettre les dépassements.

## Numérotation

### Numéro des autoroutes

Plusieurs autoroutes sont nommées en plus d'être numérotées.

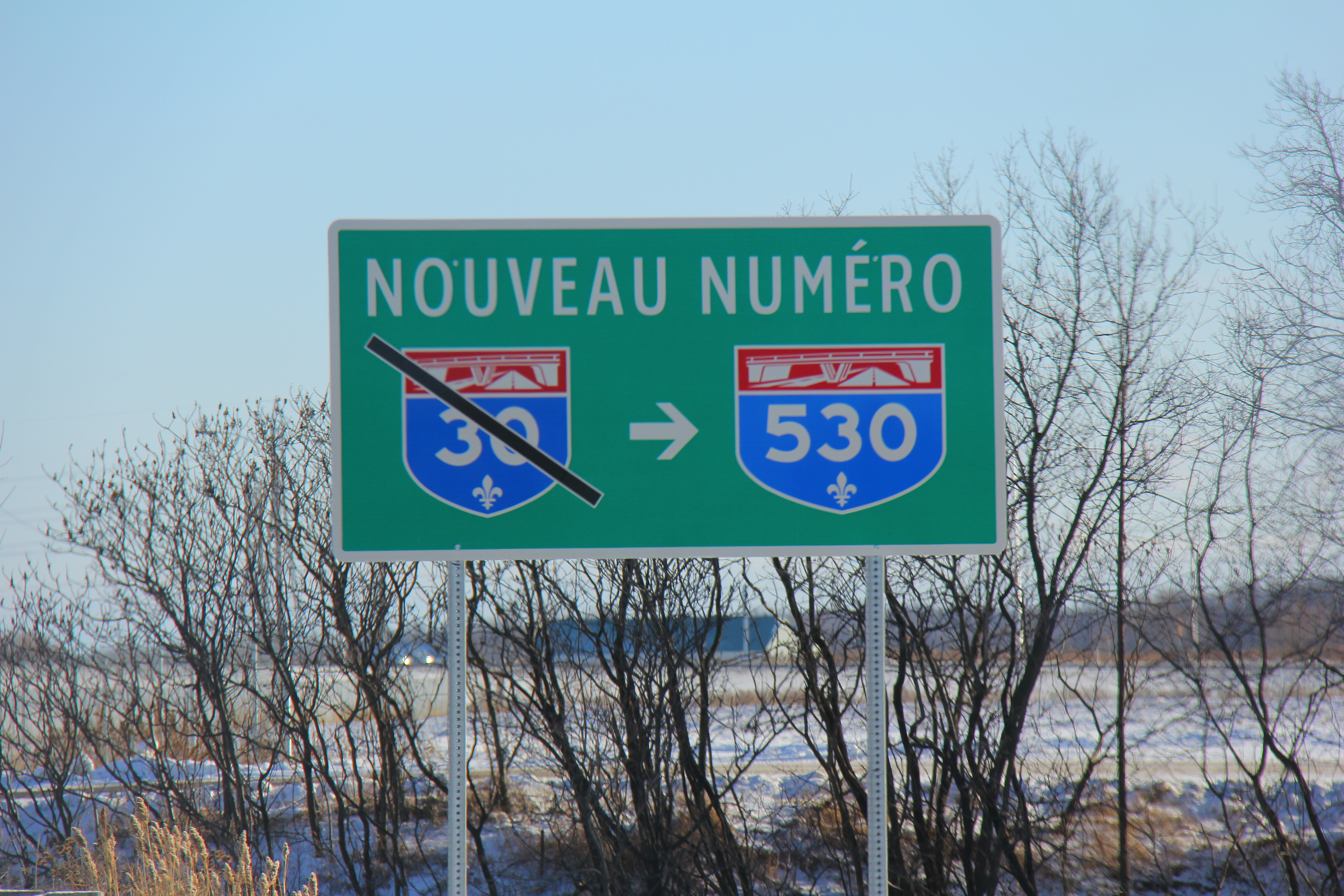
Changement de numérotation sur une portion d'autoroute.

Les autoroutes du Québec sont numérotées selon le même système que les routes interstates des États-Unis. Les numéros des autoroutes principales se situent entre 1 et 99. Les autoroutes sont numérotées en ordre croissant de l'ouest vers l'est et du sud au nord. Les chiffres pairs sont attribués à des autoroutes ayant un trajet parallèle au fleuve Saint-Laurent (ouest-est) alors que les chiffres impairs sont utilisés pour des autoroutes perpendiculaires au fleuve (sud-nord). Par exemple, l'autoroute 20 porte ce numéro, car elle est parallèle au fleuve et est située majoritairement au nord de l'autoroute 10 et au sud de l'autoroute 30. Pour sa part, l'autoroute 15 effectue une liaison sud-nord et est située entre l'autoroute 13 et l'autoroute 19. Une autre règle non officielle est visible : les principaux axes routiers comportent des numéros avec des multiples de 5 (5, 10, 15, 20, 25, 30, 35, 40, 50, 55, 70 et 85) tandis que les axes routiers secondaires possèdent des numéros entre ceux-ci selon les positions géographiques (13, 19 et 31). Il existe une exception à cette règle, l'autoroute 73.
Certaines autoroutes comportent des numéros à trois chiffres situés entre 400 et 999. Le premier chiffre est un préfixe alors que les chiffres suivants font référence à l'autoroute principale à laquelle elle est apparentée. Ces autoroutes se divisent en deux groupes. L'autoroute de déviation a pour fonction de dévier la circulation de celle de l'autoroute principale et devrait être connectée à cette dernière aux deux extrémités. Ce type d'autoroute comporte des préfixes pairs (4, 6 ou 8). Aujourd'hui, aucune autoroute québécoise ne satisfait totalement ces conditions. Par contre, plusieurs autoroutes sont dites de déviation, car les numéros ont été établis selon les prévisions. Par exemple, l'autoroute 640 sur la couronne nord de Montréal est une autoroute de déviation de l'autoroute 40. L'autoroute collectrice est de son côté une autoroute dont une seule partie de l'autoroute touche à son autoroute mère. Ces autoroutes portent des préfixes impairs (5, 7 ou 9). Par exemple, l'autoroute 573 à Québec est une autoroute collectrice de l'autoroute 73. Les autoroutes sont aussi accompagnées sur la majorité de leur longueur par une route, qui est la plupart du temps une route principale, qui est numérotée avec un numéro proche de l'autoroute en question; par exemple la route 112 suit l'autoroute 10 tandis que la route 125 suit l'autoroute 25. Autre fait à observer : la continuité de l'itinéraire de l'autoroute est assuré, à la fin de celle-ci, par sa route alternative; par exemple la route 117 prend le relais de l'autoroute 15 lorsque cette dernière se termine.
De plus, chaque autoroute a un nom unique, lequel est officialisé par la Commission de toponymie du Québec, en plus de sa désignation numérique et il est fréquent que les autoroutes soient identifiées au quotidien en utilisant l'une ou l'autre des méthodes. Par exemple, Henri-IV pour l'axe 73/573, ou encore la Métropolitaine pour l'A-40 entre les kilomètres 66 à 87.

### Numéro des sorties

Panneau d'indication de la sortie.

La méthode de numérotation des sorties des autoroutes adoptée au Québec est semblable à celle utilisée ailleurs dans le monde[pas clair]. Les numéros des sorties sont établis en fonction de la distance kilométrique entre le début de l'autoroute et la sortie. Cette distance est établie au centre de l'échangeur et une référence de distance entre deux points sur l'autoroute. Le début de l'autoroute est son extrémité ouest ou sud, selon son orientation. Cette extrémité peut être soit l'extrémité actuelle, soit l'extrémité planifiée.
Il y a des exceptions à cette règle. Tout d'abord, lorsqu'il y a des chevauchements, les numéros des sorties affichés sont ceux de l'autoroute principale utilisant le corridor. Par exemple, la portion de l'autoroute 55 (Transquébécoise) comprise entre les sorties 173 et 210 de l'autoroute 20 (Jean-Lesage) est une exception, tout comme l'autoroute 15. Celle-ci possède deux séries de sorties, une pour la partie située au sud de l'autoroute 40 et une pour la partie située au nord. Ces deux parties d'autoroutes ne se touchent pas directement et étaient jadis des routes différentes, d'où l'utilisation de deux points de repère différents.
Naturellement, un prolongement de l'autoroute à l'ouest ou au sud de son début entraînera une modification de l'ensemble des numéros de sorties.

## Limites de vitesse
La limite de vitesse sur les autoroutes québécoises se situe généralement à 100 km/h. Elle peut occasionnellement être réduite à 90 km/h ou même 70 km/h dans certaines zones urbaines.
La limite de vitesses est régulièrement dépassée par les conducteurs car il est implicitement accepté par la population qu'il est possible de conduire à 120, voire 125 km/h sans être dérangé par les policiers. Il a donc été proposé à quelques reprises d'augmenter cette limite à 120 km/h afin de mieux adapter le code de la route au comportement réel des usagers du réseau routier. En mars 2018, le Parti québécois a déposé un projet de loi à l'Assemblée nationale en ce sens. Celui-ci n'a cependant pas été retenu car de nombreux organismes publics et professionnels s'y sont montrés défavorables,,.
Les autoroutes québécoises ont aussi une vitesse minimale obligatoire de 60 km/h.

## Historique

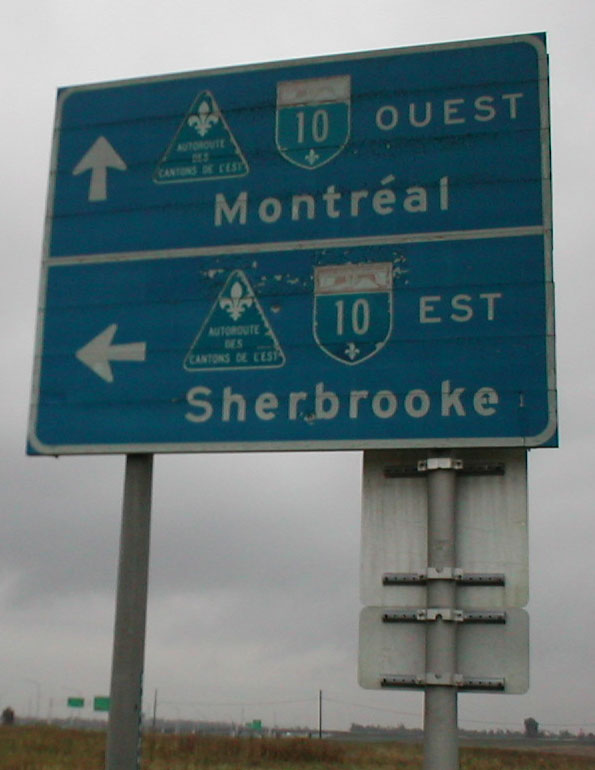
Anciens panneaux d'autoroute bleus, signifiant une autoroute à péage.

Depuis les années 1970, le système métrique est utilisé sur les routes du Québec. Les automobilistes en provenance des États-Unis sont prévenus par ce panneau.

Les premières autoroutes québécoises furent construites à la fin du gouvernement du premier ministre Maurice Duplessis. L'autoroute des Laurentides fut la première autoroute à être mise en service en 1959, celle-ci était à péage. La première autoroute gratuite ouvrit en 1960, c'était le Boulevard Métropolitain, section de l'autoroute 40.
L'année suivante est constitué l'Office des autoroutes du Québec qui est chargé, jusqu'en janvier 1983, de la construction de nouvelles autoroutes et de l'entretien du réseau existant.
Par contre, la construction massive d'autoroutes a été entreprise quelques années plus tard sous l'égide du premier ministre libéral Jean Lesage. À cette époque, le réseau routier québécois et principalement montréalais était sous-développé. Le gouvernement libéral de l'époque a donc lancé de vastes projets de construction d'autoroutes pour pallier la situation et l'obtention de l'Expo 67 donnait un prétexte pour investir massivement dans ce secteur. Après tout, plusieurs visiteurs allaient emprunter les routes québécoises pour assister à cet événement. Ainsi, la construction de l'autoroute Décarie et du pont-tunnel Louis-Hippolyte-La Fontaine a été grandement motivée par cet événement d'envergure internationale. L'autoroute des Cantons-de-l'Est ouvrit en 1964 et son « prolongement », l'autoroute 55 (Joseph-Armand-Bombardier), ouvrit en 1967 entre Magog et Rock Island (aujourd'hui Stanstead), reliant ainsi le réseau québécois à l'interstate 91. L'autoroute 15, reliée à l'interstate 87 et l'autoroute 20, section de la route transcanadienne, originellement construite dans les années 1940, sous le nom de route 9, furent transformées en autoroutes. C'est également le gouvernement Lesage qui mit en place le système de numérotation actuel, inspiré du système américain, et qui implanta les écus bleu-blanc-rouge, maintenant connus de tous.
L'expansion du réseau québécois se poursuivit au même rythme au début des années 1970. Le réseau routier de la ville de Québec, jusque-là peu touché par les constructions autoroutières, fut grandement modifié, entre autres par la construction du pont Pierre-Laporte. À partir du milieu des années 1970 et jusqu'au début des années 1980, la construction d'autoroutes ralentit considérablement, pour être pratiquement arrêtée entre 1985 et 1995. Depuis 2010[Quand ?], une nouvelle volonté semble présente chez les décideurs pour agrandir le réseau autoroutier. Plusieurs projets ont été mis en branle dont le parachèvement des autoroutes 20, 25, 30, 35, 50, 70, 73, le doublement de l'autoroute 55 entre Sherbrooke et Drummondville et entre Saint-Eulalie et Bécancour, la transformation de la route 175 ainsi que la construction de l'autoroute 85.
Le 16 mai 1984 le gouvernement du Québec décide de l'abolition progressive des péages sur les autoroutes (la suppression n'est pas immédiate pour permettre le démantèlement des gares de péages et le redéploiement des 400 employés affectés à la collecte des péages). Le tarif préférentiel est ramené de 35 à 25 cents à partir du 24 juin 1984 et est étendu à toutes les gares de péage du réseau autoroutier. L'abolition des péages représente une perte de revenus annuels estimée à 69 millions pour 1985, sans compter les coûts de réaménagement des autoroutes.
Avec l'annonce du gouvernement provincial, la pression monte sur le gouvernement du Canada, propriétaire des Ponts Jacques Cartier et Champlain, pour obtenir l'abolition des péages sur le pont Champlain,. La demande est nettement rejetée par Benoît Bouchard, ministre fédéral des Transports, en 1984 puis à nouveau lors de la campagne pour les élections fédérales de 1988. Finalement Jean Corbeil, ministre d'État aux Transports, annonce le 4 mai 1990 l'abolition immédiate et définitive du péage sur le pont Champlain.
L'année suivante Claude Ryan, alors ministre des Affaires municipales, déclare « intéressante » l'idée du retour des péages sur les autoroutes urbaines. L'idée, critiquée par le Parti québécois, est rejetée par le ministre des Transports Sam Elkas et n'est pas appliquée,.
Le péage réapparait au Québec le 21 mai 2011 sur le nouveau pont de l'autoroute 25, mais sous forme électronique, qui ne nécessite pas d'arrêt. Une forme de péage dite « hybride », c'est-à-dire à la fois à l'ancienne et électronique est utilisée pour la section ouest de l'autoroute 30 dans la région métropolitaine.